# Episodi di Vinyl
La prima e unica stagione della serie televisiva Vinyl, composta da 10 episodi, è stata trasmessa sul canale statunitense HBO dal 14 febbraio al 17 aprile 2016.
In Italia, la stagione è andata in onda in prima visione in lingua italiana sul canale satellitare Sky Atlantic dal 22 febbraio al 25 aprile 2016. È stata trasmessa in lingua originale sottotitolata in italiano dal 15 febbraio al 18 aprile 2016, in simulcast con HBO.
| nº | Titolo originale    | Prima TV USA     | Prima TV Italia  |
| -- | ------------------- | ---------------- | ---------------- |
| 1  | Pilot               | 14 febbraio 2016 | 22 febbraio 2016 |
| 2  | Yesterday Once More | 21 febbraio 2016 | 29 febbraio 2016 |
| 3  | Whispered Secrets   | 28 febbraio 2016 | 7 marzo 2016     |
| 4  | The Racket          | 6 marzo 2016     | 14 marzo 2016    |
| 5  | He in Racist Fire   | 13 marzo 2016    | 21 marzo 2016    |
| 6  | Cyclone             | 20 marzo 2016    | 28 marzo 2016    |
| 7  | The King and I      | 27 marzo 2016    | 4 aprile 2016    |
| 8  | E.A.B.              | 3 aprile 2016    | 11 aprile 2016   |
| 9  | Rock and Roll Queen | 10 aprile 2016   | 18 aprile 2016   |
| 10 | Alibi               | 17 aprile 2016   | 25 aprile 2016   |

## Pilot
- Titolo originale: Pilot
- Diretto da: Martin Scorsese
- Scritto da: Rich Cohen, Mick Jagger, Martin Scorsese e Terence Winter (soggetto); Terence Winter e George Mastras (sceneggiatura)

### Trama
New York, 1973. Richie Finestra è il presidente e fondatore dell'etichetta discografica American Century Records, un tempo di successo e ora sull'orlo del fallimento. Richie e la sua squadra (composta da Clark Morelle, Zak Yankovich e Scott Leavitt) riescono a rimanere in  pista solo grazie ai fatturati falsificati e gonfiati. I quattro dirigenti stanno per vendere l'American Century alla PolyGram, interessata all'etichetta solo per via di un imminente contratto con i Led Zeppelin.
Nonostante Richie sia un uomo di successo, sposato con la bellissima Devon (ex attrice dalla quale ha avuto due figli), è ugualmente afflitto da molti tormenti emotivi e abusa spesso di droghe e alcolici. Aveva iniziato a lavorare come barista, ma un giorno ha fatto amicizia con il cantante afroamericano Lester Grimes che si esibiva con la musica blues. Avendo visto in Lester un grande potenziale, Richie gli aveva proposto di diventare suo manager e firmare con la Rondelay Records, una grande etichetta che però lo obbligava a suonare in uno stile non suo. Per questo motivo Richie aveva deciso di fondare un'etichetta tutta sua e portare Lester con sé, ma Maury Gold della Rondelay Records non lo permise e Richie fu costretto ad abbandonarlo al suo destino. Siccome Lester continuava a rifiutarsi di stare alle loro condizioni, Gold gli fece spezzare la trachea dai sicari di Corrado Galasso, un gangster legato per affari alla Rondelay Records. Dopo tanti anni Richie rivede Lester in un quartiere malfamato, ma costui gli intima di andarsene perché per colpa sua ha perso la voce e non può più cantare.
I Led Zeppelin decidono di non firmare più con l'American Century, sia per aver scoperto che l'etichetta voleva dare loro meno del 20% dei proventi, sia perché il loro manager non intende fare contratti con i futuri acquirenti tedeschi della PolyGram. Adesso le cose iniziano a mettersi male per Richie e la sua compagnia perché, senza i Led Zeppelin, la PolyGram sicuramente non acquisirà più l'etichetta. Inoltre, i grandi artisti non vogliono più firmare con l'American Century e le emittenti radiofoniche non sono interessate agli album dell'etichetta. Richie propone di assumere artisti emergenti, ma resta deluso davanti all'impreparazione dei suoi collaboratori che non hanno nulla di interessante tra le mani. La giovane e ambiziosa impiegata Jamie Vine, addetta alle piccole mansioni come servire il pranzo, propone di assumere la band emergente dei Nasty Bits, assicurando che sono una ventata d'ossigeno per il mercato musicale. Richie le dà il permesso di occuparsi dei Nasty Bits, quindi Jamie va in un locale dove si esibiscono e finisce a letto con il cantante della band Kip Stevens, provando a convincerlo a firmare con l'American Century.
Durante una riunione con i dirigenti della PolyGram, Richie li convince a firmare facendogli capire che il pregio dell'American Century è fare grandi introiti anche con i dischi che vendono meno, facendo sì che siano gli artisti a rimetterci con le spese di produzione e la dirigenza è l'unica a guadagnare. Richie chiede aiuto a Buck Rogers, il quale esercita una grande influenza nel mondo della radio, per aiutare l'American Century a risollevarsi dalla crisi, anche con l'aiuto del pubblicitario Joe Corso. Richie va a casa di Buck, il quale, dopo aver abusato di droga, inizia a farneticare e a diventare violento, arrivando anche ad aggredire Richie e minacciarlo con una pistola. Joe uccide Buck spaccandogli il cranio e Richie infierisce sul cadavere martoriato. Inizialmente Richie è dell'intento di chiamare la polizia, ma Joe lo convince a non farlo perché si metterebbero tutti e due nei guai. I due decidono di chiudere il cadavere nel bagagliaio dell'auto e scaricarlo in una zona isolata.
- Durata: l'episodio ha una durata di 108 minuti, 53 minuti in più rispetto ad un episodio regolare.
- Guest star: Andrew Dice Clay (Frank "Buck" Rogers), Ian Hart (Peter Grant), Susan Heyward (Cece), Emily Tremaine (Heather), Bo Dietl (Joe Corso), Armen Garo (Corrado Galasso), Ephraim Sykes (Marvin), Mackenzie Meehan (Penny), Griffin Newman (Casper), Frank Van Putten (Von Kinkel), Jill Larson (Bellamy), Zebedee Row (Robert Plant), Anna Sherbinina (Irina).
- Ascolti USA: telespettatori 764 000 – rating 18-49 anni 0,2%[3]

## Yesterday Once More
- Titolo originale: Yesterday Once More
- Diretto da: Allen Coulter
- Scritto da: Terence Winter

### Trama
Richie ha completamente perso il controllo. Dopo aver assunto molta cocaina, inizia a dare di matto all'interno di un cinema e non si presenta alla riunione decisiva con i dirigenti della PolyGram. Zak telefona a Devon per sapere dove sia suo marito, ma lei gli dice che non ne ha idea. Come se non bastasse, Richie ha messo a soqquadro il suo studio e si presenta finalmente alla riunione informando tutti i presenti che non vuole più vendere l'etichetta. Zak, Scott e Skip cercano di convincerlo a cambiare idea, dato che contavano molto sul contratto con la PolyGram, ma Richie li prende a pugni.
Richie informa lo staff della novità, ma afferma che è necessario fare dei tagli al personale e rinunciare a qualche artista. Richie dice a Jamie che i Nasty Bit hanno un buon sound, ma il mix deve migliorare e li affida alla supervisione del direttore della A&R Julie Silver. Richie riceve la visita del detective Voehel della omicidi e inizia subito ad agitarsi, temendo che sia venuto da lui per Buck. In realtà, il detective vuole il suo aiuto per arrivare al suo ex socio Maury Gold e per suo tramite a Corrado Galasso, sospettato di essere in combutta con lui.
Richie bussa alla porta di Lester Grimes, che gli apre e lo fa entrare in casa dopo che gli dice "dobbiamo parlare".
- Durata: 56 minuti
- Guest star: John Cameron Mitchell (Andy Warhol), Susan Heyward (Cece), Emily Tremaine (Heather), Ephraim Sykes (Marvin), Mackenzie Meehan (Penny), Griffin Newman (Casper), Jay Klaitz (Hal Underwood), Greg Vrotsos (Voehel).
- Ascolti USA: telespettatori 667 000 – rating 18-49 anni 0,27%[4]

## Whispered Secrets
- Titolo originale: Whispered Secrets
- Diretto da: Mark Romanek
- Scritto da: Jonathan Tropper, Debora Cahn e Adam Rapp

### Trama
Richie propone a Lester di pubblicare i vecchi pezzi blues originali da lui registrati, ma l'offerta viene declinata in maniera brutale. Infatti, Lester accusa Richie di avergli rovinato la vita perché lavora come sorvegliante nel suo palazzo e non ha potuto cantare al funerale di sua madre. Durante una cerimonia di premiazione per Maury Gold, Devon viene a sapere che Richie non ha venduto la società alla PolyGram e questo la fa arrabbiare. Maury e Galasso si presentano nell'ufficio di Richie per chiedergli cosa abbia riferito a Voehel su di loro, ma il discografico assicura ai due che non ha proferito parola.
Richie e il suo team iniziano a fare tagli tra gli artisti eliminando quelli che rendono meno, per avere più risorse da investire sugli emergenti. Devon vorrebbe investire su una compagnia di ballerini insieme alle sue amiche, ma Richie al momento non può aiutarla perché non può permettersi di spendere il suo denaro in maniera poco attenta. Devon chiede quindi a Andy Warhol, suo intimo amico, di firmare un ritratto che lui le aveva fatto e regalato, così da poterlo vendere e racimolare la somma necessaria.
Clark cerca di convincere Alice Cooper a firmare con l'American Century Records, proponendogli di abbandonare la sua band per intraprendere una carriera da solista. Alice sembra interessato, ma dopo aver passato diverso tempo con Clark alla fine decide di scoprire le sue carte: lo sta solo prendendo in giro e non vuole assolutamente firmare con l'American Century, perché Richie gli ha mancato di rispetto in diverse occasioni, soprattutto quando non si è presentato per "motivi personali" a un'audizione importante per il futuro della band.
Julie e Jamie preparano i Nasty Bits per il loro esordio, ma Jamie non va molto d'accordo con il collega che cerca in ogni modo di cambiare lo stile del gruppo. Deluso per il basso livello della band, Julie 
assegna loro una canzone semplice come All Day and All of the Night. Richie assiste a un loro concerto, ma non è soddisfatto perché non vuole che i Nasty Bits diventino come tutte le altre band. Allora Jamie si precipita da Kip per convincerlo a suonare What Love Is, una canzone del loro repertorio, che trova il consenso di Richie.
Joe Corso telefona a Richie per avvertirlo del ritrovamento da parte di un gruppo di ragazzini del cadavere di Buck, identificato dalla polizia.
- Durata: 58 minuti
- Guest star: John Cameron Mitchell (Andy Warhol), Lena Olin (Signora Fineman), Ken Marino (Jackie Jervis), Annie Parisse (Andrea "Andy" Zito), Dustin Ingram (Alice Cooper), Armen Garo (Corrado Galasso), Bo Dietl (Joe Corso), Tina Benko (Gloria), Susan Heyward (Cece), Emily Tremaine (Heather), Ephraim Sykes (Marvin), Mackenzie Meehan (Penny), Griffin Newman (Casper), Jay Klaitz (Hal Underwood).
- Ascolti USA: telespettatori 533 000 – rating 18-49 anni 0,2%[5]

## The Racket
- Titolo originale: The Racket
- Diretto da: S. J. Clarkson
- Scritto da: Debora Cahn

### Trama
Julie, Skip, Scott e Zak vanno al funerale di Buck, mentre Richie e Devon sono impegnati con uno psicanalista. Siccome le cose tra i due coniugi non migliorano, Devon si rivolge a un avvocato per chiedere il divorzio. Il legale però non la prende molto sul serio, notando che è visibilmente innamorata di Richie, e la reputa la classica moglie che usa il divorzio come arma di ricatto nei confronti del marito.
Lester si presenta nell'ufficio di Richie per ribadire la sua riluttanza nel pubblicare le sue vecchie registrazioni, tanto da dare fuoco ai suoi nastri nell'ufficio di Richie. Quest'ultimo si appresta a far firmare il contratto con i Nasty Bits, facendoli aspettare in sala d'attesa. In questo modo la band conosce Lester, il quale fa capire ai giovani ragazzi che il contratto che stanno per firmare con l'American Century non sarà così vantaggioso per loro perché la cifra che gli spetterà verrà notevolmente ridotta dalle spese deducibili per i costi di produzione. L'unico modo che hanno per guadagnare è vendere una considerevole cifra di dischi, cosa che è praticamente impossibile.
Richie invita i Nasty Bits a firmare il contratto nel suo ufficio, ma Kip lo informa che Lester è diventato il loro manager e quindi deve prima negoziare con lui. Lester fa pressioni affinché i Nasty Bits abbiano un anticipo di 30.000 $, ma Richie è disposto a sborsarne soltanto 15.000 e lo accusa di usare la band per una vendetta personale. Invece, Lester sostiene di volerli proteggere, al contrario di quanto ha fatto lui ai tempi, preservando la loro identità artistica. L'accordo si chiude a 20.000 $, con Richie che lascia intendere di potersi in futuro riconciliare con Lester.
Due detective si presentano nell'ufficio di Richie, il quale pensa che abbiano a che fare con Voehel. In realtà, la loro è un'indagine parallela e stando ai tabulati telefonici Richie è stata l'ultima persona a cui Buck ha telefonato prima di morire. Spaventato, il discografico si reca in un bar per parlare con un musicista, che si rivela essere suo padre, chiedendogli di fornire un alibi per la sera dell'omicidio.
- Durata: 52 minuti
- Guest star: Ken Marino (Jackie Jervis), Daniel J. Watts (Hannibal), Annie Parisse (Andrea "Andy" Zito), David Proval (Vince Finestra), Michael Drayer (Detective Renk), Jason Cottle (Detective Whorisky), Susan Heyward (Cece), Emily Tremaine (Heather), Ephraim Sykes (Marvin), Mackenzie Meehan (Penny), Griffin Newman (Casper), Jay Klaitz (Hal Underwood).
- Ascolti USA: telespettatori 577 000 – rating 18-49 anni 0,21%[6]

## He in Racist Fire
- Titolo originale: He in Racist Fire
- Diretto da: Peter Sollett
- Scritto da: Adam Rapp

### Trama
Il padre di Richie gli fornisce un alibi, dichiarando alla polizia che la sera dell'omicidio di Buck si trovava in sua compagnia per guardare il film I 3 dell'Operazione Drago. In cambio, il signor Finestra chiede di vedere i nipoti più spesso.
La carriera di talent scout di Clark è finita. Il giovane non è riuscito a scritturare nessun artista valido per l'American Century, ragion per cui Julie decide di fargli svolgere solo mansioni estremamente umili a un salario ridotto. Pur di non perdere il lavoro e sentirsi un fallito agli occhi della famiglia, Clark accetta il sottodimensionamento. Jamie è speranzosa di rimpiazzare Clark come scopritore di talenti, forte del colpo Nasty Bits, ma Julie le dice che la compagnia sta facendo dei tagli al personale e non c'è possibilità per un avanzamento di carriera.
Richie si occupa di promuovere i Nasty Bits facendoli esibire per diverse emittenti radiofoniche e procurandogli un grande ingaggio nell'apertura all'imminente concerto dei New York Dolls. Tuttavia, Richie pone la condizione di cacciare Duck, la  chitarra solista dalla band, non amalgamato con il resto del gruppo. Lester e Kip tentano di opporsi, con il ragazzo che adduce ragioni di amicizia, ma alla fine si vedono costretti a mandare via Duck perché le sue capacità come musicista non sono all'altezza del livello che si aspetta l'American Century.
Richie chiede alla sua ex fidanzata Andrea di tornare a lavorare all'American Century come PR, promettendole più spazio per le sue iniziative, ma lei rifiuta. Richie vorrebbe che la grande star Hannibal firmasse un contratto con loro, ma è corteggiato anche dal suo concorrente in affari Jackie Evans. Richie chiede alla sua segretaria, l'amante di Hannibal, di organizzare un'uscita a quattro con lui e Devon nella speranza di poterlo convincere a firmare con l'American Century. La serata prende una brutta piega quando Devon e Hannibal si mettono a ballare, sfociando in una scena molto spinta che fa arrabbiare Richie. Mentre stanno uscendo dall'edificio, i due coniugi iniziano a litigare e Devon lo accusa di essere ipocrita perché, benché la situazione sia sfuggita di mano, era evidente che lui l'aveva portata a questa serata per fare la "carina" con Hannibal.
Jackie Evans, per il solo gusto di provocare Richie, gli telefona informandolo che Hannibal ha firmato un contratto con la sua etichetta. Renk e Whorisky, i detective che si occupano della morte di Buck, scoprono che l'alibi di Richie è falso, iniziando a sospettare di lui nonostante non abbiano ancora in mano nessuna prova concreta. Richie va in un locale, dove incontra Andrea e le riformula la proposta di lavoro. Andrea lo costringe ad ammettere le vere ragioni per cui ha sposato Devon anziché lei, sottolineando che un narcisista come lui ha preferito avere al suo fianco una moglie trofeo come Devon anziché una donna più in gamba di lui. Richie ammette che le sue affermazioni sono vere, inducendo così Andrea ad accettare di lavorare per l'American Century.
- Durata: 52 minuti
- Guest star: Lena Olin (Signora Fineman), David Proval (Vince Finestra), Ken Marino (Jackie Jervis), Annie Parisse (Andrea "Andy" Zito), Daniel J. Watts (Hannibal), Michael Drayer (Detective Renk), Jason Cottle (Detective Whorisky), Susan Heyward (Cece), Emily Tremaine (Heather), Ephraim Sykes (Marvin), Mackenzie Meehan (Penny), Griffin Newman (Casper), Jay Klaitz (Hal Underwood).
- Ascolti USA: telespettatori 618 000 – rating 18-49 anni 0,21%[7]

## Cyclone
- Titolo originale: Cyclone
- Diretto da: Nicole Kassell
- Scritto da: Carl Capotorto e Erin Cressida Wilson

### Trama
Devon ha abbandonato casa, lasciando Richie con i bambini. L'uomo consuma più cocaina del solito, perdendo completamente il controllo e iniziando a folleggiare con il suo amico Ernst. All'American Century tutti sono felicissimi di riavere Andrea nel team, conquistati dalle sue idee innovative quali l'assunzione di stagisti dalle università e il rinnovo del logo della nuova sottoetichetta dedicata agli artisti emergenti. Zak si sente sminuito dalle attenzioni che Richie sta dedicando ad Andrea, poiché anche lui tempo prima aveva vanamente proposto di assumere degli stagisti.
I Nasty Bits iniziano i provini per il nuovo chitarrista, ma nessuno dei candidati riesce a soddisfare i gusti di Kip. Secondo Lester, molti di loro erano perfino più bravi di lui ed è per questo motivo che non li ha selezionati, temendo di essere oscurato da una personalità troppo forte. Mentre si trova in un negozio di strumenti musicali, Kip conosce un chitarrista molto talentuoso che ruba una chitarra e lo invita a fuggire insieme a lui. Una volta al sicuro, Kip gli propone di entrare nella band.
Richie tenta di avere un rapporto sessuale con la sua segretaria, ma non riesce perché la mancanza di Devon è troppo forte. Ernst gli dice che la moglie è andata in un locale notturno, ove i due si recano subito dopo. Qui trovano Andy Warhol che Richie aggredisce perché convinto che Devon si nasconda a casa sua. Il discografico è messo alla porta da un bodyguard, senza sapere che in realtà Devon si trova da una vecchia amica dove posa nuda per il suo fidanzato artista. Devon e Ingrid fumano insieme della marijuana, con la signora Finestra che dice all'amica di essere a un bivio della sua vita ed è preoccupata dalla prospettiva di lasciare i bambini con suo marito.
Pur essendo in forte ritardo, Richie e Ernst vanno al Bat mitzvah della figlia di Zak, anche se Richie è ancora sotto l'effetto della droga. Il discografico promette al socio che rimetterà l'American Century in carreggiata, ma Zak si sente ancora più inutile da quando è tornata Andrea. Inoltre, lui e la sua famiglia contavano sull'acquisizione da parte della PolyGram per mantenere il loro tenore di vita. Richie lo accusa di non aver badato a spese per organizzare la festa della figlia, scatenando la rabbia di Zak che lo spinge a terra. L'alterco si chiude con Richie allontanato dalla festa. Zak è sconfortato da quanto appena successo, ma la sua attenzione è catturata dalla voce del giovane cantante ingaggiato per il Bat mitzvah che esegue Life on Mars?.
Tornato a casa, Richie trova Devon e le promette che chiuderà con la droga. Tuttavia, Devon vede che suo marito ne ha abusato un'altra volta e litiga nuovamente con lui, prendendo la drastica decisione di andarsene con i bambini mentre il marito è in bagno. Inoltre, l'amico Ernst, con cui ha passato gli ultimi giorni, è un'allucinazione causata dalla droga perché lo stesso è morto anni prima in un incidente stradale con alla guida lo stesso Richie. In quella stessa circostanza Devon, nel sedile posteriore assieme a Ingrid, era incinta e perse il bambino.
- Nota: questo episodio è dedicato alla memoria di David Bowie.
- Durata: 55 minuti
- Guest star: John Cameron Mitchell (Andy Warhol), Annie Parisse (Andrea "Andy" Zito), Carrington Vilmont (Ernst), Noah Bean (David Bowie), Armando Riesco (Paul Bezak), Douglas Smith (Gary/Xavier), Susan Heyward (Cece), Emily Tremaine (Heather), Mackenzie Meehan (Penny), Griffin Newman (Casper), Jay Klaitz (Hal Underwood), Val Emmich (Alex).
- Ascolti USA: telespettatori 570 000 – rating 18-49 anni 0,21%[8]

## The King and I
- Titolo originale: The King and I
- Diretto da: Allen Coulter
- Scritto da: David Matthews

### Trama
Mentre Richie decide di chiudere con le droghe e gli alcolici, l'American Century effettua i tagli necessari per risollevare la situazione economica della società. Tuttavia, serve una buona somma di denaro per ribilanciare i conti, a cominciare dall'aereo aziendale con cui Richie e Zak vanno a Los Angeles per vendere a Lou Meshejian. Conclusa la vendita, i due discografici passano a Malibù per partecipare a una festa in cui procacciare artisti da portare all'American Century. Mentre sono al party, Richie si scusa con Zak per quanto accaduto al Bat mitzvah, elogiandolo per il suo duro lavoro che ha portato l'etichetta a essere quella che è attualmente. Zak ascolta una conversazione dove sente che Elvis Presley non è soddisfatto della direzione che ha preso la sua carriera, il che sprona Richie a ritardare il ritorno a casa per partire immediatamente alla volta di Las Vegas a scritturare Elvis.
Clark lavora allo smistamento della posta, ma non si trova bene soprattutto a causa dei suoi colleghi afroamericani che si divertono a prenderlo in giro perché bianco. Jamie gli consiglia di lasciarsi andare e non preoccuparsi troppo di quello che gli altri pensano di lui. Per entrare in sintonia con i colleghi, Clark si mette a fumare marijuana e inizia a legare con loro.
Arrivati a Las Vegas, Richie e Zak decidono di alloggiare in un hotel e conoscono due belle ragazze, Patty e Vivian. Lasciato il socio in loro compagnia, Richie incontra Elvis e gli propone di passare all'American Century suonando con i Nasty Bits. La proposta sembra allettarlo, ma proprio quando l'artista sembra propenso ad accettare entra in scena il suo manager, il Colonnello Tom Parker, che invita Richie ad andarsene perché non è nell'interesse di Elvis considerare questa possibilità.
Richie torna nella suite, dove trova Zak estasiato in seguito al rapporto sessuale con le ragazze. Guardando nella cassaforte, Zak scopre che i soldi ottenuti dalla vendita dell'aereo sono scomparsi. Richie si infuria, avendo capito che Patty e Vivian erano due adescatrici che lo hanno derubato. Quando Zak scoppia a piangere, Richie lo invita a calmarsi e tenta di minimizzare l'accaduto. I due tornano a New York in classe economica, dove Zak ringrazia Richie per essere stato comprensivo con lui. Quello che però non sa è che in realtà è stato Richie a rubare il denaro, perdendolo tutto nel gioco d'azzardo mentre si trovava a letto con Patty e Vivian.
- Durata: 59 minuti
- Guest star: Lena Olin (Signora Fineman), Shawn Klush (Elvis Presley), Gene Jones (Colonnello Tom Parker), Annie Parisse (Andrea "Andy" Zito), John Ventimiglia (Lou Meshejian), Bo Dietl (Joe Corso), Armen Garo (Corrado Galasso), Jason Cottle (Detective Whorisky), Susan Heyward (Cece), Emily Tremaine (Heather), Ephraim Sykes (Marvin), Mackenzie Meehan (Penny), Griffin Newman (Casper), Frances Eve (Patty), Kati Sharp (Vivian).
- Ascolti USA: telespettatori 666 000 – rating 18-49 anni 0,22%[9]

## E.A.B.
- Titolo originale: E.A.B.
- Diretto da: Jon S. Baird
- Scritto da: Riccardo DiLoreto e Michael Mitnick

### Trama
Richie, Zak e Skip si rivolgono a diverse banche della città, ma nemmeno l'istituto diretto da un vecchio amico di Zak concede loro un prestito a causa delle poche garanzie, degli scarsi fatturati e del saldo del conto troppo basso. Andrea licenzia uno storico dipendente dell'American Century perché non è riuscito a ideare un buon logo per l'Alibi, la nuova sottoetichetta in rampa di lancio. Richie rimprovera la donna perché queste decisioni non spettano a lei.
Richie punta tutto sui Nasty Bits, essendo loro i primi cantanti scritturati con l'Alibi. Il discografico li sprona a comporre una nuova canzone per l'apertura del concerto dei New York Dolls, sottolineando che il loro repertorio lascia a desiderare e hanno bisogno di una bomba per presentarsi al mercato. Joe Corso si presenta nell'ufficio di Richie e lo informa che Renk e Whorisky gli stanno col fiato sul collo per l'omicidio Buck, facendogli capire di essere pronto a incolparlo se non troverà altre scappatoie.
Zak scrittura per l'American Century Gary, il ragazzo che si è esibito al Bat mitzvah della figlia, e crede nel giovane a tal punto di essere disposto a ipotecare la casa per coprire le spese di produzione. Sentendosi in colpa perché Zak non sa la verità sulla sparizione dei soldi a Las Vegas, Richie chiede a Maury Gold di intercedere presso Corrado Galasso per ottenere un prestito. Il gangster accetta, a patto però che l'American Century divida i suoi uffici con la Rondelay Records, in modo che Gold possa verificare l'effettivo impiego da parte di Richie del suo denaro. In un locale assieme a Ingrid, Devon conosce un fotografo e lo aiuta a scattare una foto a John Lennon. Dopo averle sviluppate insieme, i due si baciano e iniziano una relazione.
Lester aiuta Kip a comporre una nuova canzone, spiegandogli che si può partire da una semplice base di note (mi-la-si) dando sfoggio del suo grande talento con la chitarra, suonando e cantando grandi pezzi, tra cui uno del suo vecchio repertorio, Woman Like You. Kip capisce che quella era una vecchia canzone del suo manager, infatti Lester gli confessa che in principio era diventato il loro manager solo per dare fastidio a Richie, ma ora comprende veramente qual è il vero messaggio che Kip cerca di esprimere con la musica. Kip propone a Lester di usare la sua canzone come nuovo singolo dei Nasty Bits, ovviamente ritoccandola per adattarla al sound della band.
Renk e Whorisky invitano Richie a seguirli al comando di polizia, dove gli fanno ascoltare una registrazione in cui lui e Joe confessano l'omicidio di Buck. Infatti, Richie non ha mai saputo che da diverso tempo nel suo ufficio sono installate delle cimici.  Richie chiede di poter chiamare il suo avvocato e viene rinchiuso in una cella.
- Durata: 56 minuti
- Guest star: Annie Parisse (Andrea "Andy" Zito), Douglas Smith (Gary/Xavier), Bo Dietl (Joe Corso), Armen Garo (Corrado Galasso), Michael Kostroff (Allen Charnitski), Richard Short (Billy McVicar), Michael Drayer (Detective Renk), Jason Cottle (Detective Whorisky), Susan Heyward (Cece), Emily Tremaine (Heather), Ephraim Sykes (Marvin), Mackenzie Meehan (Penny), Griffin Newman (Casper), Jay Klaitz (Hal Underwood), Val Emmich (Alex).
- Ascolti USA: telespettatori 567 000 – rating 18-49 anni 0,2%[10]

## Rock and Roll Queen
- Titolo originale: Rock and Roll Queen
- Diretto da: Carl Franklin
- Scritto da: Debora Cahn

### Trama
Voehel offre a Richie una scappatoia, proponendogli di far cadere le accuse sulla morte di Buck in cambio di prove utili a inchiodare Galasso. Per aumentare i fatturati dell'American Century, Gold suggerisce ai dirigenti di vendere una compilation con i maggiori successi degli anni Cinquanta. Nonostante appaia insensato commercializzare vecchi pezzi proprio mentre si sta per lanciare la novità Alibi, Richie accetta l'idea del suo vecchio capo.
Jamie viene cacciata via di casa dalla madre e dalla zia, quindi si trasferisce nell'appartamento di Kip. La ragazza inizia a essere attratta da Alex, il nuovo chitarrista dei Nasty Bits. Andrea cerca di farle capire che è controproducente andare a letto con gli artisti di cui ci si occupa. Inoltre, Andrea suggerisce a Richie di provare a riscritturare Hannibal perché adesso che c'è lei magari può convincersi a tornare sui suoi passi. Cece, la segretaria di Richie nonché amante di Hannibal, è rimasta incinta di lui. Andrea rimprovera Jamie e Cece per la loro mancanza di professionalità, avendo entrambe mischiato gli affari con i sentimenti.
Lester, che era andato negli uffici dell'American Century per consegnare a Richie i nastri dei pezzi dei Nasty Bits, vede Gold e si arrabbia. Richie cerca di calmarlo, dicendogli che Gold gli ha fatto un prestito e che ora lavorerà con loro, ma è solo una situazione temporanea. Lester è consapevole che Gold non ha capitali, quindi comprende che è stato Galasso a fargli il prestito e ciò lo fa arrabbiare ancora di più perché Richie è entrato in combutta con le persone che gli hanno distrutto la carriera.
Julie informa Richie di aver visto Devon in un locale insieme a un altro uomo. Richie si reca nel suo appartamento per chiederle di ritornare con lui, promettendole ancora una volta di ripulirsi dalle droghe. Devon ormai non gli crede più e lo invita a lasciarla in pace. Clark è stanco di sbrigare la corrispondenza, così cerca di dare una svolta alla sua carriera convincendo il dj di un locale a mettere il pezzo di Kill The Lights. Inizialmente i clienti non sembrano apprezzare, ma poi riscute successo ed è molto ballato. Nonostante il consiglio di Andrea, Jamie continua a divertirsi con Kip e Alex e, desiderandoli entrambi, avvia con loro un ménage à trois.
Zak riceve la telefonata di un'impiegata dell'hotel di Las Vegas per offrirgli un soggiorno omaggio nella loro suite con il jet privato, essendo lui un giocatore premium. La contentezza di Zak svanisce quando Skip gli fa notare che per diventare un giocatore premium bisogna spendere 50.000 $ a notte, mentre Zak era convinto di averne persi appena 800. Zak capisce che è stato Richie a rubare i soldi della vendita del jet della compagnia, perdendoli tutti nel gioco d'azzardo, e lo prende a pugni nell'ascensore. Affranto, Richie torna da Devon per rivelarle l'omicidio di Buck e di aver tentato di nascondere l'accaduto. Dopodiché Richie telefona al suo avvocato per informarlo che ha deciso di collaborare con la polizia per far arrestare Galasso.
- Durata: 52 minuti
- Guest star: Annie Parisse (Andrea "Andy" Zito), Bo Dietl (Joe Corso), Richard Short (Billy McVicar), Jim Bracchitta (Harlan Reed), Michael Drayer (Detective Renk), Jason Cottle (Detective Whorisky), Susan Heyward (Cece), Emily Tremaine (Heather), Ephraim Sykes (Marvin), Mackenzie Meehan (Penny), Griffin Newman (Casper), Val Emmich (Alex), Greg Vrotsos (Voehel).
- Ascolti USA: telespettatori 753 000 – rating 18-49 anni 0,24%[11]

## Alibi
- Titolo originale: Alibi
- Diretto da: Allen Coulter
- Scritto da: Terence Winter

### Trama
I federali incontrano Richie in un bar, suggerendogli di ottenere informazioni da Galasso in maniera discreta e senza attirare la sua attenzione. Intanto, Zak rivela al gangster l'episodio del casinò e di necessitare del suo appoggio per cacciare Richie, facendo ricorso a una clausola morale dello statuto aziendale che sanziona i comportamenti contrari all'etica e alla morale. Secondo Zak, Richie non è più degno di guidare l'American Century e Galasso ha tutto l'interesse affinché il suo investimento resti in mani sicure e affidabili. Gold informa Richie che la canzone dei Nasty Bits, quella che in principio apparteneva a Lester, è ancora di proprietà della Rondelay Records e che può cederla soltanto con il consenso dell'interprete originale. Richie raggiunge un accordo con Lester, liquidando i diritti d'autore 20.000 $ e dandogli il permesso di lanciare altre band. Zak prova a far passare Scott dalla sua parte, assicurandogli che sotto la sua guida la società farà fatturati più alti e che si occuperà da solo della parte promozionale della A&R.
Galasso si presenta all'American Century per un confronto con Richie, Zak e Joe. Il gangster rivela a Richie del colloquio con Zak, biasimando quest'ultimo per aver tramato alle spalle dell'amico, e menzionando un giro di auto rubate che vengono smontate allo Yankee Stadium. Renk e Whorisky ascoltano tutto tramite la loro cimice e, per evitare che siano i federali a prendersi il merito dell'arresto, fanno una retata arrestando alcuni uomini di Galasso. Zak viene rapito dai sicari del gangster, i quali informano Richie per un nuovo incontro assieme anche a Joe. Galasso ha capito che è stato uno di loro a informare le autorità, ma Richie definisce Zak troppo stupido per comportarsi in questo modo. Allora il gangster, convinto che anche Richie sia estraneo alla faccenda, fa uccidere Joe da un sicario e lascia andare gli altri due. Zak è scosso per l'accaduto e si rifugia nell'alcool, con Richie che gli intima di dimenticarsi la sparatoria per il suo bene. Dopo essersi confrontato nuovamente con i federali, Richie decide per il momento di non rilasciare ulteriori dettagli su Galasso.
Kip non può fare a meno di notare l'attrazione che si è venuta a creare tra Jamie e Alex. Il frontman inizia a mancare di rispetto alla band, cacciando Jamie dal suo appartamento per averlo tradito e consumando droghe proprio nel giorno dell'esibizione al concerto dei New York Dolls. Jamie e Lester fanno irruzione in casa di Kip e lo trovano privo di sensi sul pavimento, provando a rianimarlo nella vasca da bagno. Nell'appartamento accorrono Richie e il resto della band, preoccupati perché manca poco tempo al concerto. Richie inietta cocaina a Kip per farlo riprendere all'istante, assistendo poi all'ennesimo alterco tra lui e Alex per Jamie. Richie estromette la ragazza dal progetto, dicendole che ha chiuso con i Nasty Bits e dovrà occuparsi di lanciare altre band. Al contrario, Clark riacquista punti agli occhi dei dirigenti rivelando loro di aver venduto dischi della band Indigo nelle discoteche, sottolineando che non ha mai spedito la lettera in cui l'American Century scaricava formalmente la band. Inoltre, il genere della disco music è ancora inesplorato e quindi potrebbe dare grandi profitti.
I Nasty Bits si esibiscono al concerto e guadagnano il consenso del pubblico, ma arriva la polizia che li arresta per atti osceni sul palco e scatena le urla del pubblico. In realtà, è stata un'idea di Richie per creare attenzione sulla band e far guadagnare loro in popolarità. Richie organizza una festa per celebrare la nascita della sottoetichetta Alibi, concedendo agli invitati la possibilità di vandalizzare gli uffici con le bombolette spray. Richie incrocia lo sguardo di Zak, leggendoci però delusione.
- Durata: 50 minuti
- Guest star: Annie Parisse (Andrea "Andy" Zito), Douglas Smith (Gary/Xavier), Bo Dietl (Joe Corso), Armen Garo (Corrado Galasso), Michael Drayer (Detective Renk), Jason Cottle (Detective Whorisky), David Vadim (Hilly Kristal), Susan Heyward (Cece), Emily Tremaine (Heather), Ephraim Sykes (Marvin), Mackenzie Meehan (Penny), Griffin Newman (Casper), Val Emmich (Alex).
- Ascolti USA: telespettatori 730 000 – rating 18-49 anni 0,2%[12]